# Дворец (Изяславский район)
Дворец (укр. Двірець) — село в Изяславском районе Хмельницкой области Украины, расположен на правом берегу реки Горынь.
Население по переписи 2001 года составляло 580 человек. Почтовый индекс — 30341. Телефонный код — 3852. Занимает площадь 2,519 км². Код КОАТУУ — 6822181901.

## История
Первое письменное упоминание о селе — 1545 год.
Пересопницкое Евангелие, на котором с 1991 года президент Украины даёт присягу украинскому народу, начинали переписывать на украинский язык в селе Дворец. Работа над Пересопницким Евангелием началась в монастыре Святой Троицы в 1556 году в день Успения Пресвятой Богородицы. Оплату расходов взяла на себя княгиня Анастасия Заславская (Гольшанская) — жена князя Кузьмы Ивановича Заславского.
26 февраля 1944 года нацисты сожгли почти все сёло.

## Местный совет
30341, Хмельницкая обл., Изяславский р-н, с. Дворец, ул. Центральная, 2а